# NUMB (タンパク質)
NUMBは、ヒトではNUMB遺伝子にコードされるタンパク質であり、発生時の細胞運命の決定に関与している。NUMBはMDM2によってプロテアソーム依存的分解が誘導される膜結合タンパク質であり、EPS15、LNX1、NOTCH1と結合することが示されている。NUMB遺伝子には、異なるアイソフォームをコードする複数の転写バリアントが報告されている。
NUMBの機能は進化的に保存されているようである。Numbは無脊椎動物と哺乳類の双方で広く研究されているが、その機能が最もよく理解されているのはショウジョウバエDrosophilaにおいてである。Numbは発生時の非対称細胞分裂に重要な役割を果たしており、中枢・末梢神経系において娘細胞がそれぞれ異なる細胞運命をたどるよう制御している。神経発生時にはNumbは母細胞の片側に局在し、その結果、細胞分裂後は一方の娘細胞に選択的に分布することとなる。こうした非対称性によって、Numbを含む細胞はもう一方の娘細胞とは異なる分化運命を獲得する。

## 機能
無脊椎動物と哺乳類の双方において、Numbは神経発生時にの末梢・中枢神経系における二者択一的細胞運命決定を制御している。細胞分裂時には、Numbは前駆細胞の一方の端に非対称的に局在して一方の娘細胞のみへ分離され、そこで運命決定を行う。Numbシグナルは、こうした非対称細胞分裂後の二者択一的細胞運命決定に重要な役割を果たしている。一方の娘細胞、一般的にはNumbを受け取った側の細胞は神経への運命が決定され、発生中の神経系へ分布することとなる。もう一方の娘細胞は前駆細胞となって親細胞の役割を引き継ぎ、増殖を維持する。増殖や分化における役割に加えて、Numbは腫瘍形成や、神経前駆細胞の遊走時の走化性シグナルへの応答にも関与していることが示されている。
哺乳類では、Numbタンパク質には選択的スプライシングによる4種類のアイソフォームが存在する。さらに、NumbのホモログであるNUMBL（Numb-like）と呼ばれるタンパク質も存在する。哺乳類におけるNumbの役割に関する理解はショウジョウバエほどには進んでいないが、さまざまな形態のNumbが前駆細胞性促進機能や分化促進機能を持つことが知られている。こうしたさまざまな形態のNumbとそれらの機能との複雑な関係の理解には、さらなる研究が必要である。

## 非対称性局在
無脊椎動物と哺乳類の双方において、NumbはPins/Gαi複合体や、Par3（Bazooka）、Par6、非典型PKC（aPKC）からなるPAR複合体によって局在が引き起こされる。感覚器前駆細胞（sensory organ precursor、SOP）では、PARタンパク質は細胞の後極に局在し、Pins/Gαi複合体は前極に局在している。その結果、前後方向に二分される細胞分裂によって同じサイズの娘細胞が形成される。神経幹細胞（neuroblast）では、どちらの複合体もapical cortexに局在して頂端部/基底部方向に二分される細胞分裂を引き起こし、娘細胞のサイズは著しい非対称性を示す。SOPでNumbの局在が引き起こされる機構の1つとして、PAR複合体による機構が提唱されている。分裂前細胞では複雑なリン酸化カスケードを介してaPKCがNumbをリン酸化し、Numbの細胞膜親和性が低下する。その結果、NumbはaPKCが存在する側の極から放出され、aPKCが存在しない側の極の存在量が増加する。このようにしてNumbの非対称分布が確立され、母細胞の片側にNumb/Pon（partner of numb）の三日月形分布が形成される。
Ponも有糸分裂時には非対称局在を示し、Numbに結合して固定するアダプタータンパク質として機能する。Ponの局在はInscまたはFrizzled-Wntシグナル伝達経路によって制御されている。

## 細胞増殖や分化における役割

### Notchシグナルの阻害による分化
細胞分化におけるNumbの主な機能は、幹細胞や前駆細胞の自己複製能の維持に必須なNotchシグナルの阻害因子としての機能である。Notchは膜貫通シグナル伝達受容体であり、DSL（Delta/Serrate/LAG-2）ファミリーのリガンドによって活性化される。ショウジョウバエでは、NotchはDeltaとSerrateを結合する。ヒトで対応するリガンドはそれぞれDelta-like、Jaggedと呼ばれる。これらのリガンド自体も膜貫通タンパク質である。Notch受容体にリガンドが結合すると、Notchの細胞内断片（NICD）は細胞質に放出されて核へ輸送され、そこでEP300やヒストンアセチルトランスフェラーゼなどの結合パートナーと複合体を形成してNotch標的遺伝子に対する転写因子として機能する。Notchの標的遺伝子としてはHES、HEY遺伝子ファミリーがあり、これらの遺伝子のタンパク質産物は組織特異的転写因子に対するリプレッサーとして機能することで、細胞の自己複製能が維持される。

### ユビキチン化経路を介したNotchシグナルの阻害
NumbはNotchシグナル活性に対抗することで、細胞運命決定に機能する。こうした関係の分子的基盤は、膜結合型Notch1のユビキチン化と受容体活性化後のNICDの分解に依存しているようである。NumbのNotch1ユビキチン化能は、Notch1シグナル活性の機能的阻害と直接相関している。ユビキチン化経路は、プロテアソームによる分解のための標識を特定のタンパク質に直接付加することで、そのタンパク質をリサイクリング過程に差し向けるものである。この過程は多段階からなり、遊離型ユビキチンはまず活性化酵素（E1）に付加され、その後結合酵素（E2）へ転移される。E2はリガーゼ（E3）と結合し、E3はユビキチンを特定のタンパク質基質へ選択的に転移するためのアダプターとして機能する。NumbはE3ユビキチンリガーゼItchのリン酸化チロシン結合ドメインとの相互作用を介し、膜結合型Notch1受容体に対して選択的に標識を付加する。NumbとItchは協働的に機能し、活性化前の全長の膜結合型Notch受容体のユビキチン化を促進する。しかしながら、Numbだけでも受容体活性化後の切断産物であるNICDをプロテアソーム分解へ標的化し、核への移行を防ぐ機構が存在するようである。

### Sanpodoを介したNotchシグナルの阻害
NumbはNotchに対して選択的なエンドサイトーシスと分解を引き起こすことで、Notchシグナルのアンタゴニストとして作用する。ショウジョウバエにおける他の機構としては、Sanpodoと呼ばれるタンパク質が関与する機構が提唱されている。SanpodoはNotchとNumbの双方に結合するタンパク質である。細胞膜に位置するタンパク質SanpodoはNotchの活性化に必要であり、Notchの切断を促進して核内でのNICDシグナルを促進する。NumbはSanpodoをNotchシグナルの活性化因子から阻害因子に変換することで、娘細胞間のNotchシグナルの差異を強化する。Numbを含む娘細胞では、SanpodoはNumbによるNotchの阻害を可能にする。一方Numbを含まない細胞では、SanpodoはNotchシグナルを増強する。そのため、SanpodoはNotchシグナルを特定の閾値よりも高くまたは低く維持する役割を果たしている。

## ショウジョウバエのNumb
Numbはショウジョウバエで最も広く研究されており、特に感覚器前駆細胞と神経母細胞における研究が進んでいる。

### 外部感覚器の発生
ショウジョウバエの外部感覚器は、neuron、樹状突起を覆うsheath、hair/shaft、socketという4つの細胞からなり、hairとsocketは外側に位置する支持細胞であると考えられている。これら4つの細胞は全て、感覚器前駆細胞（SOP）に由来する。適切な指示に応答して、まずSOPは2つの二次前駆細胞へと分裂する。後部の娘細胞はpIIa細胞、前部の娘細胞はpIIb細胞と呼ばれる。pIIa細胞は分裂してhairとsocketとなり、pIIb細胞からはneuronとsheathが生み出される。SOPは非対称分裂を行い、Numbの分布に依存して異なる運命を持つ娘細胞が生み出される。Numbは有糸分裂までは細胞質に均質に分布しているが、分裂時には細胞の前部の極に選択的に局在する。そのため、SOPの分裂時にNumbはpIIb娘細胞へ選択的に分配される。
Numbの機能喪失によってSOP細胞からpIIa細胞への不適切な分化が引き起こされ、4つの支持細胞が生み出される。SOPでNumbの機能喪失変異を有するハエは感覚神経が大きく減少し、無感覚（numb）となる。Notchの機能獲得変異も同様の表現型を示す。SOP分裂時のNumbの異所性発現は反対の影響をもたらし、全てpIIb細胞となって支持細胞が存在しなくなる。SOPにおけるNotchシグナル伝達経路の構成要素の機能喪失変異によって2つのpIIb細胞への分裂が引き起こされることから、NumbはNotchシグナルの阻害によってpIIb型細胞運命の獲得を促進していることが示唆される。このように、SOP分裂時のNumbの非対称分布は娘細胞が異なる細胞運命を獲得するために必要となる。

### 神経母細胞
神経母細胞（GMC）は、ショウジョウバエの中枢神経系における神経幹細胞（neuroblast）の分裂に由来する細胞である。神経幹細胞は、母細胞と同様の前駆細胞と、分裂して神経を生み出すGMCへと分裂する。母細胞である神経幹細胞は頂端側と基底側に分裂し、基底部に局在するNumbはGMCへ分配される。

## 哺乳類のNumb

### 増殖や分化を補助する選択的スプライシング
Numb変異型マウス胚では、初期神経は正常な空間的・時間的パターンで出現するものの、増殖を行う前駆細胞のプールが十分に維持されず、神経発生開始直後に分裂細胞集団はほぼ枯渇する。こうした胚では、前脳の神経発生の早期進行や神経管閉鎖の欠陥が生じ、胎生11.5日前後で死に至る。これらの研究は、哺乳類のNumbが神経発生時の前駆細胞運命決定に機能的役割を果たしている、すなわち無脊椎動物において提唱されているものとは反対の役割であることを示唆している。一方他の研究では、哺乳類の神経堤のMONC-1細胞株でのNumbの過剰発現によって神経分化が促進されるという、ショウジョウバエで観察されたものと一致する結果が得られている。
無脊椎動物のNumb遺伝子とは異なり、哺乳類のNumb遺伝子には選択的スプライシングが生じ、少なくとも4種類の機能的に異なるアイソフォームが産生される。ショウジョウバエでは非対称分裂だけによって十分な神経集団が生み出されるが、哺乳類の脳はより高度であり、非対称分裂だけでは確立することができない、より大きな神経集団を必要とする。そのため、哺乳類の皮質前駆細胞はまず対称分裂によって前駆細胞のプールを拡大し、それから非対称分裂によって神経形成を行う必要がある。哺乳類の脳は、神経分化を補助するNumbのアイソフォームに加えて、前駆細胞集団を維持するNumbのアイソフォームを産生することで、これを達成している。
マウス胚P19細胞株を用いた研究では、短いプロリンリッチ領域（PRR）を持つアイソフォームは神経分化を促進し、長いPRRを持つものは分化を阻害することが示されている。また、長いアイソフォームであるp71やp72は主に活発に分裂している組織で発現しており、分化時にダウンレギュレーションされることから、これらのアイソフォームは細胞増殖を促進していることが示唆される。一方、哺乳類の短いPRRを持つアイソフォームはショウジョウバエの66 kDaのNumbタンパク質と同様に細胞分化を促進する。

## がんや腫瘍形成における役割
いくつかの種類のがんでは、NUMBの発現喪失が示されている。乳がんでは、NUMBの喪失が予後不良と関係していることは明確に示されている。また、NUMBの喪失は非小細胞肺がん、唾液腺腫瘍、慢性骨髄性白血病でも示されている。NUMBの機能の回復、もしくはユビキチン化機構に関与する酵素の操作は、特定種のがんの治療のための研究の方向性となる可能性がある。

### 乳がんにおける役割
ヒトの乳がんの約半数では、NUMBがユビキチン化によるプロテアソーム分解の標的となっており、NUMBを介したNotchシグナルの抑制が失われている。NUMBはがん抑制因子として機能し、Notchシグナルを抑制することで腫瘍細胞の増殖を阻害する。NUMBの活性が失われた腫瘍細胞ではNotchシグナルの増大が観察され、こうした腫瘍ではレトロウイルスによるNUMBの一過的過剰発現によってNotchシグナルは基底レベルとなり、コロニー形成能が大きく低下する。このように、多くの細胞系統で増殖と分化のバランスを制御しているNotchとNumbの生物学的拮抗作用は、乳がんの発生、そしておそらくその他の腫瘍の発生にも関与しているようである。Notchシグナルの薬理的阻害またはNumbシグナルの増強は将来的にはがん治療法となる可能性がある。
NUMBはNotchとp53を調節する能力を持つため、腫瘍抑制効果を持つと考えられている。NUMBはp53のユビキチン化と分解を担うE3リガーゼMDM2に結合して阻害する。細胞内のNUMBの除去はp53の減少をもたらし、アポトーシスや細胞周期チェックポイント応答の機能不全を引き起こす。NUMBを回復することでp53の発現や腫瘍抑制能力も回復する。

## 細胞遊走における役割
増殖帯で生み出された神経前駆細胞は、目的の位置に移動し、そこで成熟過程を経て機能的な神経細胞となる。ショウジョウバエのNumb変異体は軸索路に沿ったグリア細胞の移動に欠陥を示したため、Numbが細胞遊走に関与している可能性が示唆された。その後、Numbは走化性シグナル伝達受容体に結合し、受容体複合体へaPKCをリクルートするための足場を形成する、という機構が発見された。aPKCは活性化されるとNumbをリン酸化し、Numbの走化性受容体への結合とその後のエンドソーム複合体形成を増強するフィードフォワード応答が促進される。エンドサイトーシスによって走化性受容体の細胞前面への再局在が補助され、受容体活性化に応答した指向性を持った遊走が促進される。
BDNFは、細胞遊走時のNumbを介した走化性を刺激する因子の1つである。BDNFはTrkB受容体を活性化することで、遊走中の神経前駆細胞に対する走化性因子として機能する。NumbはTrkB受容体に結合し、足場タンパク質としてTrkBのエンドサイトーシスの調節、そしてaPKCの活性化を促進する機能を果たす。aPKCによるNumbのリン酸化はTrkBへの結合効率を高め、それによって前駆細胞のBDNFに対する感受性が促進される。

## 相互作用
NUMBは、AP2A1、MDM2、L1CAM、DPYSL2、SIAH1、p53、LNX1と相互作用することが示されている。

## 関連文献
- “A protein-binding domain, EH, identified in the receptor tyrosine kinase substrate Eps15 and conserved in evolution”. Proc. Natl. Acad. Sci. U.S.A. 92 (21):  9530–4. (1995). Bibcode: 1995PNAS...92.9530W. doi:10.1073/pnas.92.21.9530. PMC 40835. PMID 7568168.
- “Cloning of a gene bearing missense mutations in early-onset familial Alzheimer's disease”. Nature 375 (6534):  754–60. (1995). Bibcode: 1995Natur.375..754S. doi:10.1038/375754a0. PMID 7596406.
- “Asymmetric localization of a mammalian numb homolog during mouse cortical neurogenesis”. Neuron 17 (1):  43–53. (1996). doi:10.1016/S0896-6273(00)80279-2. PMID 8755477.
- “Binding specificity and in vivo targets of the EH domain, a novel protein–protein interaction module”. Genes Dev. 11 (17):  2239–49. (1997). doi:10.1101/gad.11.17.2239. PMC 275390. PMID 9303539.
- “The mammalian numb phosphotyrosine-binding domain. Characterization of binding specificity and identification of a novel PDZ domain-containing numb binding protein, LNX”. J. Biol. Chem. 273 (15):  9179–87. (1998). doi:10.1074/jbc.273.15.9179. PMID 9535908.
- “The Mdm2 Oncoprotein Interacts with the Cell Fate Regulator Numb”. Mol. Cell. Biol. 18 (7):  3974–82. (1998). doi:10.1128/MCB.18.7.3974. PMC 108982. PMID 9632782.
- “Numb Is an Endocytic Protein”. J. Cell Biol. 151 (6):  1345–52. (2001). doi:10.1083/jcb.151.6.1345. PMC 2190585. PMID 11121447.
- “Siah-1 binds and regulates the function of Numb”. Proc. Natl. Acad. Sci. U.S.A. 98 (26):  15067–72. (2002). Bibcode: 2001PNAS...9815067S. doi:10.1073/pnas.261571998. PMC 64984. PMID 11752454.
- “LNX functions as a RING type E3 ubiquitin ligase that targets the cell fate determinant Numb for ubiquitin-dependent degradation”. EMBO J. 21 (1–2):  93–102. (2002). doi:10.1093/emboj/21.1.93. PMC 125803. PMID 11782429.
- “The Lnx family proteins function as molecular scaffolds for Numb family proteins”. Mol. Cell. Neurosci. 18 (5):  525–40. (2002). doi:10.1006/mcne.2001.1024. PMID 11922143.
- “The γ-secretase-generated intracellular domain of β-amyloid precursor protein binds Numb and inhibits Notch signaling”. Proc. Natl. Acad. Sci. U.S.A. 99 (10):  7102–7. (2002). Bibcode: 2002PNAS...99.7102R. doi:10.1073/pnas.102192599. PMC 124535. PMID 12011466.
- “Generation and initial analysis of more than 15,000 full-length human and mouse cDNA sequences”. Proc. Natl. Acad. Sci. U.S.A. 99 (26):  16899–903. (2003). Bibcode: 2002PNAS...9916899M. doi:10.1073/pnas.242603899. PMC 139241. PMID 12477932.
- “Integrin β cytoplasmic domain interactions with phosphotyrosine-binding domains: A structural prototype for diversity in integrin signaling”. Proc. Natl. Acad. Sci. U.S.A. 100 (5):  2272–7. (2003). Bibcode: 2003PNAS..100.2272C. doi:10.1073/pnas.262791999. PMC 151330. PMID 12606711.
- “Mammalian Numb is a target protein of Mdm2, ubiquitin ligase”. Biochem. Biophys. Res. Commun. 302 (4):  869–72. (2003). doi:10.1016/S0006-291X(03)00282-1. PMID 12646252.
- “Mammalian numb proteins promote Notch1 receptor ubiquitination and degradation of the Notch1 intracellular domain”. J. Biol. Chem. 278 (25):  23196–203. (2003). doi:10.1074/jbc.M302827200. PMID 12682059.
- “RLIP, an effector of the Ral GTPases, is a platform for Cdk1 to phosphorylate epsin during the switch off of endocytosis in mitosis”. J. Biol. Chem. 278 (33):  30597–604. (2003). doi:10.1074/jbc.M302191200. PMID 12775724.
- “CRMP-2 regulates polarized Numb-mediated endocytosis for axon growth”. Nat. Cell Biol. 5 (9):  819–26. (2003). doi:10.1038/ncb1039. PMID 12942088.
- “A novel transmembrane protein recruits numb to the plasma membrane during asymmetric cell division”. J. Biol. Chem. 279 (12):  11304–12. (2004). doi:10.1074/jbc.M311733200. PMID 14670962.
- “Complete sequencing and characterization of 21,243 full-length human cDNAs”. Nat. Genet. 36 (1):  40–5. (2004). doi:10.1038/ng1285. PMID 14702039.